# A Hero
A Hero (en persa: قهرمان, romanizado: Ghahreman) es una película dramática iraní de 2021 escrita y dirigida por el cineasta iraní Asghar Farhadi, y protagonizada por Amir Jadidi y Mohsen Tanabandeh. En junio de 2021, la película fue seleccionada para competir por la Palma de Oro. En el Festival de Cine de Cannes de 2021, la película ganó el Gran Premio.

## Sinopsis
Rahim está en prisión debido a una deuda que no pudo pagar. Durante una licencia de dos días, intenta convencer a su acreedor para que retire su denuncia contra el pago de parte de la suma. Pero las cosas no salen según lo planeado.

## Reparto
- Amir Jadidi como Rahim
- Mohsen Tanabandeh como Bahram
- Sahar Goldoost como Farkhondeh
- Fereshteh Sadr Orafaie como Señora Radmehr
- Sarina Farhadi como Nazanin[5]

## Producción
Memento Films compró los derechos del guion de Farhadi durante el European Film Market 2020 en Berlín. La película entró en preproducción en junio de 2020 y se filmó hasta diciembre de 2020. La producción tuvo lugar en Shiraz. En abril de 2021, se reveló que Amazon Studios había adquirido los derechos para distribuir la película en Estados Unidos.

## Recepción
A Hero tiene una calificación de aprobación del 100% en el sitio web del agregador de reseñas Rotten Tomatoes, según 22 reseñas. En Metacritic, la película tiene una calificación de 78 sobre 100, según 13 críticos, lo que indica "críticas generalmente favorables".